# 開元占經
《開元占經》，唐朝太史監瞿曇悉達在開元年間主持編纂的占星術書。整理中國很多有關占星術、天文學的資料。《開元占經》中包含了印度天文曆書九曜的漢譯本《九執曆》。他於718年將印度數字「〇」（零）引入中國，以此來代替算籌。曾經亡佚，明末在古佛像腹中又發現抄本。

## 內容

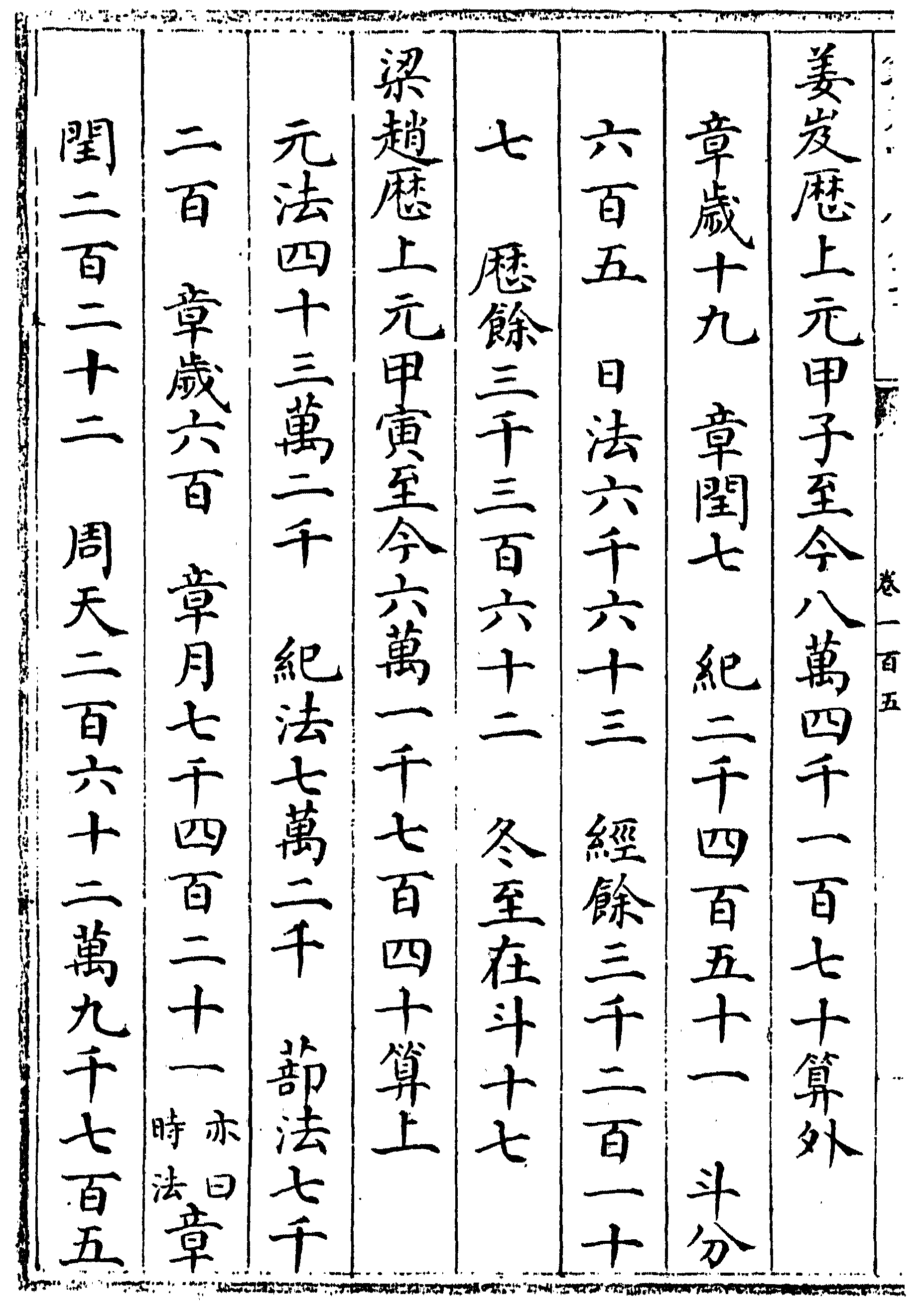
開元占經 第105卷 玄始曆段（四庫全書子部 術數類）

- 第1-2卷：集錄中國古代天文學家關於宇宙理論的論述
- 第3-90卷：集錄了古代名家有關天體的狀況、運動、各種天文現象等等方面的論述，以及有關的占星術文獻
- 第91-102卷：集錄了有關各種氣象的占星術文獻
- 第103卷：主要抄錄了唐代李淳風撰的《麟德曆經》
- 第104卷：算法，《九執曆》就在這一卷內
- 第105卷《古今歷積年及章率》：集錄了從先秦古六曆到唐代神龍曆為止共二十九種曆法的一些最基本的數據
- 第106-110卷：講星圖，不過書中並沒有圖像，而是用文字介紹今測恆星位置與舊星圖所載之不同
- 第111-120卷：集錄古代各種有關草木鳥獸、人鬼器物等等的星占術文獻